# Takashi Nagao (homme politique)
Pour l’article homonyme, voir Takashi Nagao.
Takashi Nagao (長尾 敬, Nagao Takashi) (né le 28 novembre 1962 à Tokyo) est un homme politique japonais.

## Biographie
Nagao est diplômé en 1986 de l'Université Ritsumeikan ; il est ensuite employé de la société Assurance-Vie Meiji. En 2002, il quitte cette entreprise et se lance en politique. En tant que candidat du parti démocrate, il se présente aux élections législatives de 2003 et 2005 dans la quatorzième circonscription de la préfecture d'Osaka, mais à deux reprises, c'est Takashi Tanihata, membre du parti libéral-démocrate qui est élu. Ce n'est que lors de sa troisième tentative que Nagao l'emporte contre Tanihata lors de la défaite du PLD dans tout le pays en 2009. Pour l’élection des députés de 2012, Nagao rejoint le PLD, mais il est clairement battu par Tanihata, dorénavant membre de Nippon Ishin no Kai. En 2014 Nagao ne perd que d'un peu moins de 2000 voix et remporté un siège sur la liste du PLD au scrutin proportionnel. En 2017, il gagne avec moins de 2000 voix d'avance sur Tanihata. En 2018, après le remaniement ministériel du quatrième cabinet Abe, il est nommé secrétaire d'État parlementaire au cabinet. Lors de l'élection des députés 2021, Nagao est clairement battu par Hitoshi Aoyagi (Nippon Ishin no Kai) et il n’obtient que la 21e place sur la liste proportionnelle du PLD, ce qui ne lui donne pas accès au parlement.

## Positions politiques
Nagao est un défenseur du "concept de droit d'auto-défense collective" dans l’interprétation de l'article 9 de la constitution japonaise et considère que le premier ministre devrait régulièrement visiter le sanctuaire Yasukuni.

## Controverses
En 2018, Nagao a maladroitement tweeté sur le sujet du harcèlement sexuel, s'est excusé et a effacé son tweet.